# Infopédia
Інфопе́дія (порт. Infopédia, МФА: [ĩ.fu.ˈpɛ.di.ɐ]) — португальський енциклопедичний словник-онлайн видавництва Porto Editora. Працює з 2003 року. Містить тлумачний і орфографічний словники португальської мови, 20 іншомовних словники (англійська, німецька, іспанська, французька, італійська, голландська тощо), а також словники португальських скорочень, абревіатур, топоніміки, антропонімів, медичної лексики